# 63 Близнецов
63 Близнецов (лат. 63 Geminorum, HD 58728) — одиночная звезда в созвездии Близнецов на расстоянии приблизительно 111 световых лет (около 34 парсеков) от Солнца. Видимая звёздная величина звезды — +5,24m.

## Характеристики
Первый компонент — жёлто-белый карлик спектрального класса F3V. Радиус — около 2,15 солнечных, светимость — около 8,12 солнечных. Эффективная температура — около 6592 К.